# Sindi Turf Hindnagar
Sindi Turf Hindnagar is een census town in het district Wardha van de Indiase staat Maharashtra. 

## Demografie
Volgens de Indiase volkstelling van 2001 wonen er 15549 mensen in Sindi Turf Hindnagar, waarvan 52% mannelijk en 48% vrouwelijk is. De plaats heeft een alfabetiseringsgraad van 79%. 